# Musée Sibelius (Turku)
Le musée Sibelius  (finnois : Sibelius-museo, suédois : Sibeliusmuseum) est un musée située près de la cathédrale de Turku en Finlande.

## Description
Le musée est situé le long de la rue Piispankatu, en bordure de la rivière Aurajoki dans un bâtiment moderne en béton conçu par Woldemar Baeckman en 1968. 
Le musée est financé et administré par la Fondation de l'Académie d'Åbo (fi).

## Collections
Le musée est le seul véritable musée de Finlande consacré à la musique.
Il expose plus de mille quatre cents instruments de musique du monde entier et de nombreux manuscrits de Jean Sibelius.

## Galerie

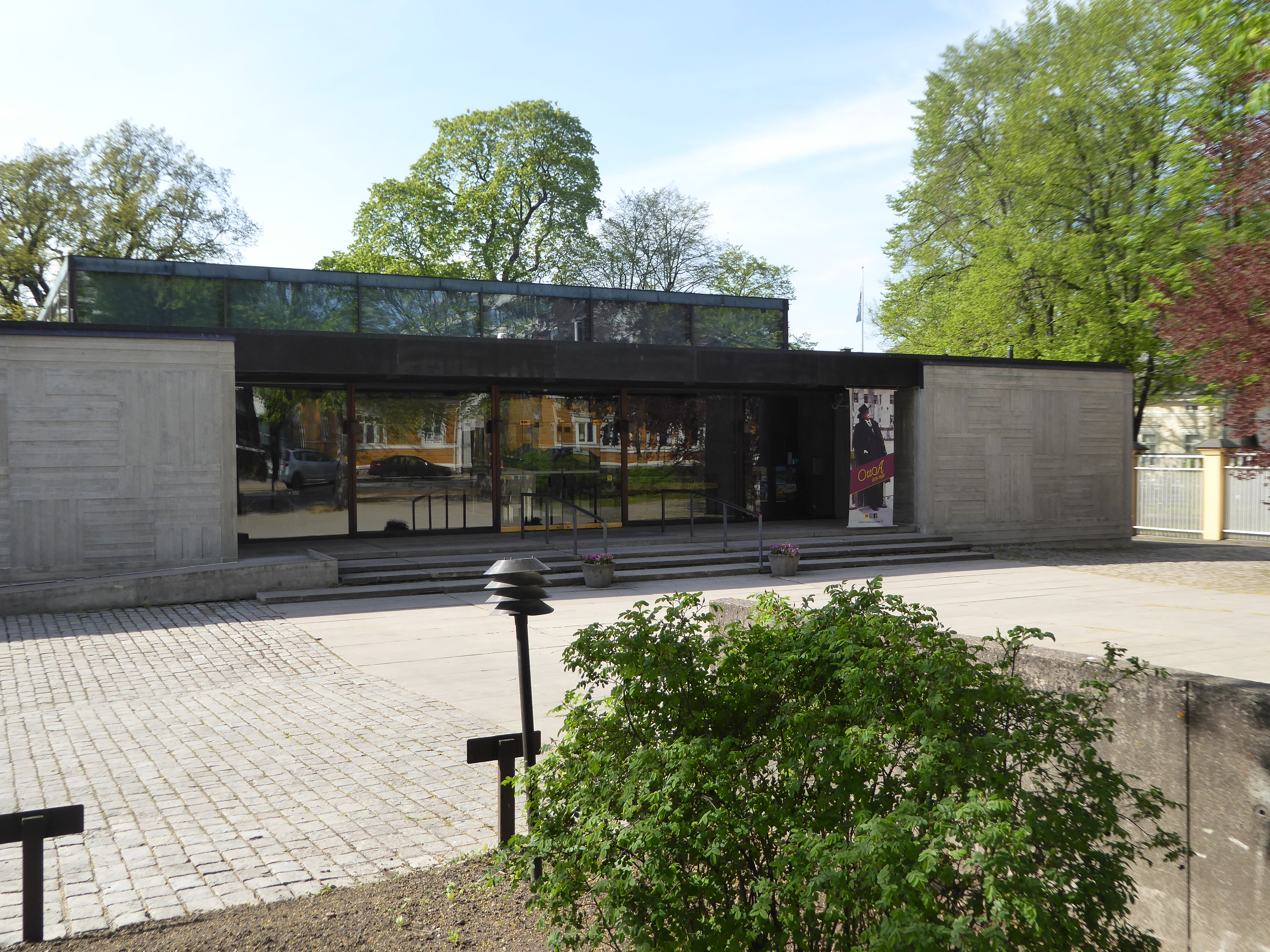